# خلفية تاريخية عن الحرب الروسية الأوكرانية
ساهمت العديد من العوامل الاجتماعية، والثقافية، والعرقية، واللغوية في إطلاق شرارة الاضطرابات في شرق وغرب أوكرانيا، وما تلاه من اندلاع الحرب الروسية الأوكرانية في أعقاب ثورة الكرامة المبكرة. بعد استقلال أوكرانيا عن الاتحاد السوفييتي في عام 1991، أدت عودة ظهور الانقسامات الثقافية والتاريخية وبنية الدولة الضعيفة إلى إعاقة تطوير الهوية الوطنية الأوكرانية الموحدة. في شرق وجنوب أوكرانيا، جعل الترويس (الاستيعاب الثقافي) والاستيطان العرقي الروسي خلال قرون من الحكم الروسي، من اللغة الروسية تنال الصدارة، حتى بين من هم من أصل أوكراني. في شبه جزيرة القرم، يشكل الذين هم من أصل روسي غالبية السكان منذ ترحيل الأمين العام للاتحاد السوفييتي جوزيف ستالين لتتار شبه جزيرة القرم الأصليين بعد الحرب العالمية الثانية. يتناقض هذا مع غرب ووسط أوكرانيا، اللتان حكمتهما تاريخيًا قوى متنوعة مثل الكومنويلث البولندي الليتواني والإمبراطورية النمساوية. في هذه المناطق، حافظت الهوية اللغوية والوطنية والعرقية الأوكرانية على سلامتها.
تحولت التوترات بين هذه التقاليد الثقافية والتاريخية المتنافسة إلى صراع اجتماعي وسياسي خلال الميدان الأوروبي، وبدأ هذا الصراع عندما رفض الرئيس الأوكراني في حينها فيكتور يانوكوفيتش التوقيع على اتفاقية شراكة مع الاتحاد الأوروبي في 21 نوفمبر عام 2013. كان الدعم لتوثيق العلاقات مع أوروبا قويًا في غرب ووسط أوكرانيا، في حين فضل كثيرون في أوكرانيا الجنوبية والشرقية بشكل تقليدي العلاقات الأقوى مع روسيا. أُجبر الرئيس يانوكوفيتش، الذي استمد أغلب الدعم من المناطق الشرقية، على ترك منصبه في فبراير عام 2014. تبع الإطاحة به احتجاجات في شرق وغرب أوكرانيا، ركزت على أهمية العلاقات التاريخية مع روسيا، وعلى اللغة الروسية، ومشاعر الكراهية تجاه حركة الميدان الأوروبي.

## شبه جزيرة القرم

### الفترة الإمبراطورية
بعد الحرب الروسية الأوكرانية بين عامي 1768-1774، استقلت خانية القرم، التابعة للإمبراطورية العثمانية، والتي نشأت في عام 1441، اسميًا بموجب معاهدة كيتشوك كاينارجي في عام 1774. ضمتها الإمبراطورية الروسية إليها في عام 1783 باسم «محافظة توريدا». خضعت التركيبة السكانية لشبه جزيرة القرم لتغييرات جزرية في القرون التي تلت هذا الانضمام. كان يسكن شبه جزيرة القرم تتار القرم قبل اندماجها بروسيا، وهم شعوب تركية يغلب عليهم المسلمون. علاوة على ذلك، كان يسكن شبه الجزيرة أيضًا اليونانيون البونتيك (أورومس) والأرمن، الذين كان معظمهم من المسيحيين. في الفترة التي سبقت الضم وبعده مباشرة، شجعت روسيا، وأمرت لاحقًا، بإبعاد جميع المسيحيين من شبه جزيرة القرم، وأعادت توطينهم على الشاطئ الشمالي من بحر أزوف، بين ماريوبول وناختشيفان أون-دون. أعطت الإمبراطورة كاثرين العظيمة العديد من الأراضي التي ضمت إلى مستشاريها وأصدقائها. أجبر السكان الأصليون في هذه الأراضي على الخروج منها، مما أدى إلى نزوح جماعي كبير من التتار إلى الأناضول التي يسيطر عليها العثمانيون. نُقل المستوطنون الروس لاستعمار الأراضي التي احتلها سابقًا التتار الفارون. بحلول عام 1903، أصبح 39.7% من سكان شبه جزيرة القرم، باستثناء مدينتي سيفاستوبول وييني-كالي، ينتمون إلى الديانة الأرثوذكسية الروسية. كان 44.6% من سكانها من المسلمين. في سياق هذا الاستطلاع، فإن عبارة «مسلم» مرادفة لإثنية «تتار القرم». كان الروس يشكلون أغلبية السكان في المدينتين المستبعدتين والمنفصلتين إداريًا. خلال هذه الفترة وقبلها مباشرة، أصبحت شبه جزيرة القرم تعتبر «قلب الرومنسية الروسية». كانت القرم مشهورة بين الروس في العطل بسبب مناخها الدافئ وشاطئها. استمر هذا الاتحاد في الفترة السوفييتية.

### الفترة السوفيتية
تمتعت القرم بحكم ذاتي داخل جمهورية روسيا السوفييتية الاتحادية الاشتراكية باعتبارها جمهورية القرم الاشتراكية السوفييتية المستقلة من عام 1921 وحتى عام 1944. وفقًا للإحصاء السوفياتي لعام 1926، فإن 42.2% من سكان القرم، التي كانت بين الجمهوريات الاشتراكية السوفيتية المتمتعة بالحكم الذاتي، هم من أصل روسي، و25% من القرم تاتار، و10.8% من أصل أوكراني، و7% من اليهود، و15% من أصل إثني آخر. غزا الألمان جمهورية أوكرانيا الاشتراكية السوفياتية وشبه جزيرة القرم ذاتها بإطلاقهم التي استمرت بين 18 أكتوبر 1941 و4 يوليو 1942. استعاد السوفييت شبه جزيرة القرم في عام 1944 بهجومهم على شبه جزيرة القرم. طرد الزعيم السوفياتي جوزيف ستالين كامل تتار القرم من القرم وألغى الحكم الذاتي للقرم سنة 1944. حينئذ، شكل تتار القرم خمس سكان القرم، وكان عددهم نحو 155.783 نسمة. أرسل معظمهم إلى صحاري آسيا الوسطى التي سيطر عليها الاتحاد السوفياتي. توفي نحو 45% منهم خلال عملية الترحيل. تحولت القرم إلى «أوبلاست القرم» جزءًا من جمهورية روسيا الاتحادية الاشتراكية السوفيتية. في أعقاب هذه الأحداث، وللمرة الأولى في التاريخ، شكل الروس الإثنيون غالبية سكان القرم.
حول السكرتير الأول للاتحاد السوفييتي نيكيتا خروشوف شبه جزيرة القرم من الاتحاد السوفييتي إلى جمهورية أوكرانيا الاشتراكية السوفياتية في عام 1954. مر هذا الحدث دون ضجة كبيرة، واعتبر «بادرة رمزية» ضعيفة الأهمية، لأن الجمهوريتين كانتا جزءًا من الاتحاد السوفياتي ومسؤولتين أمام الحكومة في موسكو. أعيد الحكم الذاتي للقرم في عام 1991 إثر استفتاء شعبي، قبيل حل الاتحاد السوفياتي.

### الفترة الأوكرانية
أكد استقلال أوكرانيا إثر استفتاء أجري في الأول من ديسمبر 1991. في هذا الاستفتاء، أيد 54% من الناخبين القرميين الاستقلال عن الاتحاد السوفياتي. أعقب ذلك تصويت في عام 1992 من جانب برلمان القرم لإجراء استفتاء بشأن الاستقلال عن أوكرانيا، أسفر عن أزمة دامت سنتين بشأن وضع القرم. في الوقت ذاته، صوت مجلس السوفيت الأعلى لروسيا على إلغاء انفصال شبه جزيرة القرم عن أوكرانيا. في شهر يونيو من نفس العام، صوتت الحكومة الأوكرانية في كييف لصالح منح شبه جزيرة القرم قدرًا كبيرًا من الحكم الذاتي باعتبارها جمهورية القرم المستقلة داخل أوكرانيا. رغم هذا، استمر النزاع بين حكومة القرم والحكومة الروسية والحكومة الأوكرانية. في عام 1994، فاز القومي الروسي يوري ميشكوف في الانتخابات الرئاسية في شبه جزيرة القرم عام 1994، ونفذ الاستفتاء الذي تمت الموافقة عليه مسبقًا بشأن وضع شبه جزيرة القرم.
شارك 1.3 مليون فرد في الاستفتاء، أيد 78.4% منهم استقلالية أكبر عن أوكرانيا، في أيد 82.8 منهم السماح بازدواج الجنسية الروسية الأوكرانية. لاحقًا في نفس العام، اعترفت روسيا بوضع شبه جزيرة القرم باعتبارها جزءًا من أوكرانيا، وتعهدت بالحفاظ على السلامة الإقليمية لأوكرانيا في مذكرة بودابست للضمانات الأمنية. وقعت هذه المعاهدة أيضًا الولايات المتحدة والمملكة المتحدة وفرنسا. ألغت أوكرانيا دستور القرم وألغت منصب رئيس القرم في عام 1995. منحت القرم دستورًا جديدًا في عام 1998، اعترف بقدر أقل من الاستقلال الذاتي مقارنة بالدستور السابق. فيما بعد، سعى مسؤولو القرم إلى استعادة سلطات الدستور السابق. خلال التسعينيات، عاد العديد ممن ترحلة من تتار القرم إلى القرم.
كان وضع أسطول البحر الأسود، الذي تمركز في سيفاستوبول، أحد التوترات الرئيسية في العلاقات بين روسيا وأوكرانيا في أعقاب تفكك الاتحاد السوفياتي. بموجب معاهدة التقسيم بين روسيا وأوكرانيا في عام 1997، والتي حددت ملكية القواعد والسفن العسكرية في شبه جزيرة القرم، سمح لروسيا بالحصول على ما يصل إلى 25 ألف جندي، و 24 منظومة مدفعية (عيار أصغر من 100 ملم)، و132 مركبة مدرعة، و 22 طائرة عسكرية في شبه جزيرة القرم. مدد الرئيس الأوكراني فيكتور يانوكوفيتش هذه المعاهدة في عام 2010. بموجب هذا الاتفاق الجديد، منحت روسيا الحق في الاحتفاظ بأسطول البحر الأسود في شبه جزيرة القرم حتى عام 2042. احتج سكان مدينة فيودوسيا في القرم على رسو سفينة البحرية الأمريكية «أدفانتج» في يونيو 2006. حمل المتظاهرون لافتات كتب عليها شعارات مناهضة لحلف الناتو، معتبرين وجود قوات تابعة للناتو «تدخلًا». رأى بعض المعلقين في أوكرانيا أن الاحتجاجات دفعتها «يد روسية».